# クリームソーダ

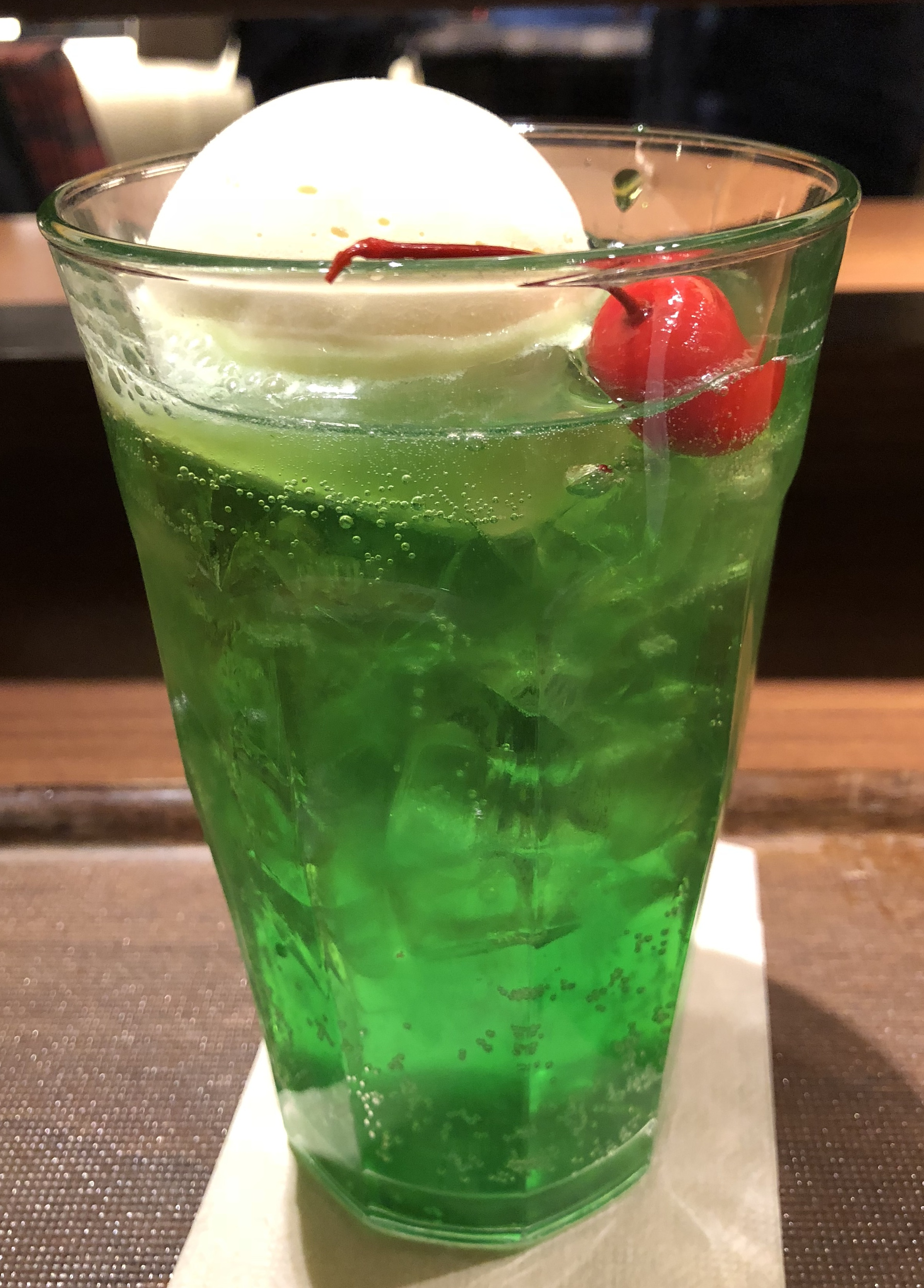
メロンソーダにアイスクリームを浮かべた、日本式のクリームソーダ（上島珈琲店）

クリームソーダ（ice cream soda）とは、コーラやルートビアを主な材料とし、バニラなどの風味を付けた炭酸飲料又は乳、乳製品を加えたデザートである。また、日本ではメロンソーダなどの炭酸飲料にアイスクリームを載せた飲料もクリームソーダとして呼称する。

## 日本のクリームソーダ
日本における発祥は、1902年（明治35年）に「資生堂薬局」で販売された「アイスクリームソーダ」が、その原型だと言われている（ソーダが置かれたことが資生堂パーラーの始まり）。
JAS規格に定められたフレーバリングされた炭酸飲料のうち、「乳又は乳製品を加えたもの」が該当する。2017年度の炭酸飲料におけるシェアは5.9％。

### メロンソーダなどにアイスクリームを載せたもの
緑色に着色されたメロンソーダなどにアイスクリームを載せた飲料（フロート）が「クリームソーダ」と呼ばれており、レストランや喫茶店で単にクリームソーダと言う場合は基本的にこのアイスクリーム入りメロンソーダを指す。マラスキーノ・チェリー（さくらんぼ）を飾る場合もあり、この場合さくらんぼは比重が高く水に沈むため、大抵は氷やアイスクリームの上に乗せて供される。
日本では、缶やペットボトルなどの容器に入れて発売されているものもメロン風味のものが多い。
アイスクリームソーダは、日本初のソーダ・ファウンテンとして開業した資生堂パーラー銀座本店が最初に販売を始めたとされている。
なお、長らくアメリカの軍政下にあった沖縄県では、カラメル色素とバニラフレーバーを使用した炭酸飲料が「クリームソーダ」として製造販売されている（下記参照）。

## 世界のクリームソーダ

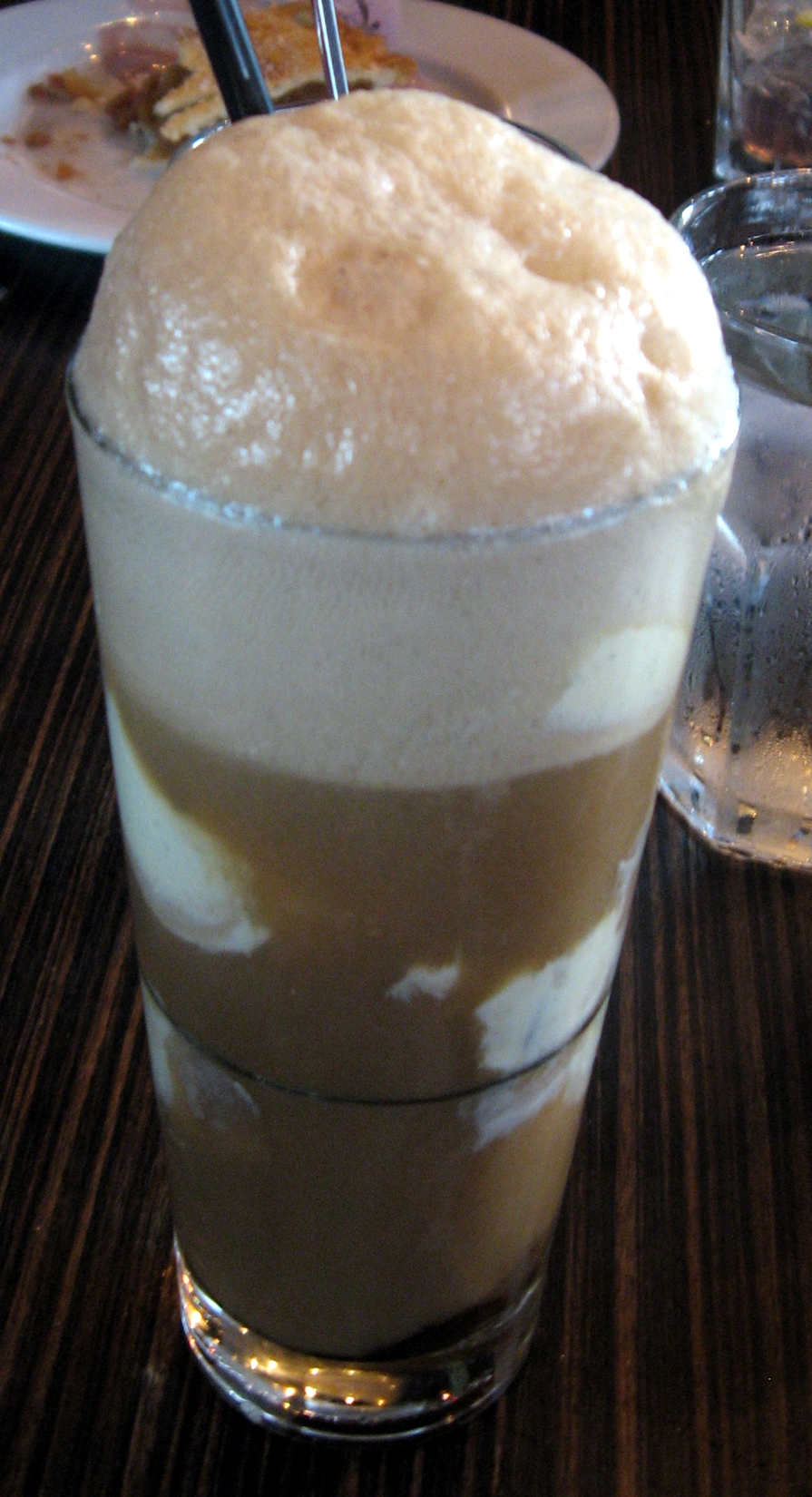
ルートビア・フロート

日本を除く世界の国々では、一般に「cream soda」とは、コーラやルートビアを主な材料とし、バニラなどの風味を付け、アイスクリームやクリームはほとんど使わない飲料を指す。

### 北アメリカ及びオセアニア
北アメリカやオセアニアでは、コーラやルートビアを主な材料とした一般的なもの以外にも、果物や風船ガムなどさまざまな風味のクリームソーダが販売されている。なお、A&W社では2008年より、日本のクリームソーダのように製造した「フロート」も発売している。

### ヨーロッパ
イングランドでは、バニラの風味のものだけがクリームソーダといわれていたが、バニラ以外の風味を持つクリームソーダも販売されている。イングランドではA.Gバールやベン・シャーズなどが製造している。

### アジア
香港や台湾などでは、北アメリカ同様、バニラの風味をつけたクリームソーダをコカコーラ社などが製造している。